# アンナ・ペトロヴナ
アンナ・ペトロヴナ （ロシア語: А́нна Петро́вна, ラテン文字転写: Anna Petrovna, 1708年1月27日 - 1728年3月4日）は、ホルシュタイン＝ゴットルプ公カール・フリードリヒの妃。ロシア皇帝ピョートル1世の娘、ピョートル3世の母。エリザヴェータ女帝の同母姉。

## 生涯
ピョートル1世と2度目の皇后エカチェリーナ1世の長女として、モスクワで生まれた。彼女が誕生した時は、両親は正式に結婚しておらず、庶子扱いであった。1712年に両親は結婚したため、アンナは嫡出子となった。賢く容姿端麗で、良い教育を受け、フランス語・ドイツ語・イタリア語・スウェーデン語を流暢に話したという。
1724年、スウェーデン王家の一員であるホルシュタイン＝ゴットルプ公カール・フリードリヒと婚約。彼はスウェーデン王カール12世の甥にあたり（カールの姉ヘードヴィグの子）、カール12世に子供がないことから、スウェーデン王位を狙っていた。また、ロシアの後ろ盾を得てシュレースヴィヒをデンマークから取り戻すことも考えていた。しかし、ニスタット条約の締結により、彼の望みは実現しなかった。この婚約で彼に保証されたのは、アンナとカール・フリードリヒの子孫たちのロシア帝位継承権であった。
1725年1月、ピョートル1世が死去。この際に彼は長女アンナを後継指名したと指摘する歴史家がいるが、確証はないとされている。同年5月、サンクトペテルブルクで2人は結婚した。カール・フリードリヒは即位したエカチェリーナ1世の下で最高秘密会議の一員になるが、女帝が在位2年で死去。1727年に即位した幼帝ピョートル2世を推すアレクサンドル・メンシコフが替わって台頭した。
1728年3月4日、キールで長男カール・ペーター・ウルリヒ（のちのピョートル3世）を出産して数日後にアンナは産褥死した。ピョートル3世の皇太子時代の養育係ヤコブ・シュテリンの回想録によると、長男の誕生と洗礼を祝う花火の打ち上げが宮殿の前で行われ、アンナは侍女たちが「出産直後の体に障る」と言って引き止めたにもかかわらず、「私達ロシア人はあなた方のように過保護にされていない」と笑い、非常に冷たい風が吹き付ける開け放った窓の側に立ち、花火と灯火を見ていた。そして風邪を引き高熱を出して10日後に亡くなったという。
亡くなる前、アンナは故国ロシアの両親が眠る首座使徒ペトル・パウェル大聖堂（ペトロパヴロフスキー大聖堂）に葬って欲しいと言い残した。彼女の願いどおり、同年11月にアンナは大聖堂に葬られた。